# Phonipara canora
El tomeguín del pinar o semillero canoro (Phonipara canora) es una especie de ave paseriforme de la familia Thraupidae, la única perteneciente al género Phonipara, antes incluida en Tiaris. Es endémico de Cuba.

## Nombres
Tomeguín del pinar es el nombre en Cuba occidental, se considera que es una deformación de “tomeguín del espinar” porque no sólo existe en pinares y porque anida en árboles y arbustos espinosos. En el oriente del país se le llama senserenico.

## Distribución y hábitat
Está presente en la isla de Cuba de forma común en áreas naturales y es más raro cerca de asentamientos humanos. Vive en sabanas, en bordes de bosques semicaducifolios o de pinos, en matorrales costeros y en enmarañados de malezas en áreas agropecuarias. La especie también estaba presente en la Isla de la Juventud durante el siglo XIX pero actualmente ha desaparecido de esta isla. Ha sido introducida en las Bahamas.

## Descripción
Miden 11 cm de longitud o algo menos. El macho tiene el dorso de un color verde-olivo oscuro, y gris en el vértice de la cabeza. El pico es negro, rodeado de una máscara negra que cubre la garganta y hasta los ojos, que son castaño oscuro. Un collarín ancho de color amarillo rodea la máscara partiendo desde arriba de los ojos hasta el pecho. Allí separa la máscara negra de una gran mancha negra en el pecho. En el vientre el color es gris parduzco. Las patas son de color negro en el macho y castaño claro rojizo en la hembra. La hembra es similar pero con el collarín menos extenso y de color amarillo más apagado, en la máscara y la mancha del pecho en vez de negro, el color es grisáceo. Los inmaduros son como las hembras pero de colores más apagados. 

## Comportamiento
Cuando no están en época de apareamiento se agrupa en pequeñas bandas familiares. Buscan su alimento de semillas gramíneas, pequeñas frutas y brotes entre las hierbas e insectos. En época de cría las parejas establecen una unión muy fuerte. Los machos se vuelven muy celosos y pelean entre sí por su territorio. 

### Reproducción
Anidan todo el año solo paran cuando se encuentran en muda para descansar. Su nido es globular, de entrada por arriba, grande respecto al tamaño del ave. Prefieren hacerlos sobre árboles o arbustos espinosos. Es construido con pajas, fibras y raíces finas, y su interior revestido con materiales mullidos y pelos. La puesta es de dos o tres huevos que miden 1,6 por 1,2 cm, blancuzcos, con tono ligero verde azulado, con manchas pardas y moradas en el extremo más ancho.

### Vocalización
El canto es un estridente «chiri-uichi-uichi, chi-uichi-uich» o «tsit-tsit-tilloi», caracterizado por ricas sílabas alegres y armoniosas; también emite un canto largo caracterizado por muchas sílabas de tonalidad pura; un canto corto, probablemente con función primariamente agresiva (ya que aumenta la frecuencia en la presencia de otros machos) y un canto largo probablemente con función sexual (ya que aumenta la frecuencia en la presencia de hembras). La pareja también canta en dúo contra rivales territoriales o como cerimonia previa al apareamiento. El llamado es un suave «chip» o un sonoro «tsit», repetido seguidamente.

## Ave de jaula
En Cuba es de los pájaros que más comúnmente se capturan para enjaular. Muchos mueren por cada uno que logra adaptarse al cautiverio. El celo pendenciero de los machos es usado para “pelearlos como gallos”. La especie fue muy exportada a Europa hasta mediados del siglo XX. Se ha logrado su reproducción en cautividad en voladeras grandes y en jaulas de cría y se aconseja poner una escoba de paja virada hacia arriba como nido.

## Sistemática

### Descripción original
La especie P. canora fue descrita por primera vez por el naturalista alemán Johann Friedrich Gmelin en 1789 bajo el nombre científico Loxia canora; su localidad tipo es: «“Nova Hispania” (actual México), error, enmendado para Cuba».
El género Phonipara fue propuesto por el zoólogo francés Charles Lucien Bonaparte en 1850.

### Etimología
El nombre genérico femenino Phonipara se compone de las palabras del griego «phōnēs»: ‘vocal’ y «parus»: ‘pajarito’; y el nombre de la especie «canora» proviene del latín  «canorus» que significa ‘melodioso’.

### Taxonomía
Hasta recientemente, la presente especie integraba el género Tiaris, pero los amplios estudios filogenéticos realizados en los años 2010, encontraron que no era ni cercanamente relacionada con las especies antes contenidas en el género Tiaris, que también no se relacionaban entre sí. Burns et al. (2016) propusieron transferir las especies Tiaris fuliginosus y Tiaris obscurus para un nuevo género Asemospiza, Tiaris bicolor para el género Melanospiza, y para Tiaris canorus propusieron la resurrección de un género monotípico Phonipara; como el nuevo género es femenino, el epíteto muda para canora.
Los estudios de Barker et al. (2013) y Burns et al. (2014) confirmaron que la presente especie hace parte de un clado integrado por Coereba, Tiaris, y pinzones de Galápagos (Certhidea, Platyspiza, Camarhynchus y Geospiza, e incluyendo Pinaroloxias), así como también los géneros caribeños Euneornis, Loxigilla, Loxipasser, Melanospiza y Melopyrrha, anteriormente todos colocados en Emberizidae. Este grupo aparecía embutido dentro del linaje de los tráupidos. Para designarlo, propusieron el nombre de una subfamilia Coerebinae.